# 7720 Lepaute
7720 Lepaute è un asteroide della fascia principale. Scoperto nel 1960, presenta un'orbita caratterizzata da un semiasse maggiore pari a 3,2449182 UA e da un'eccentricità di 0,1582535, inclinata di 0,60050° rispetto all'eclittica.
Il nome è un omaggio all'astronoma francese Nicole-Reine Lepaute (1723-1788).